# Gerald Grosz

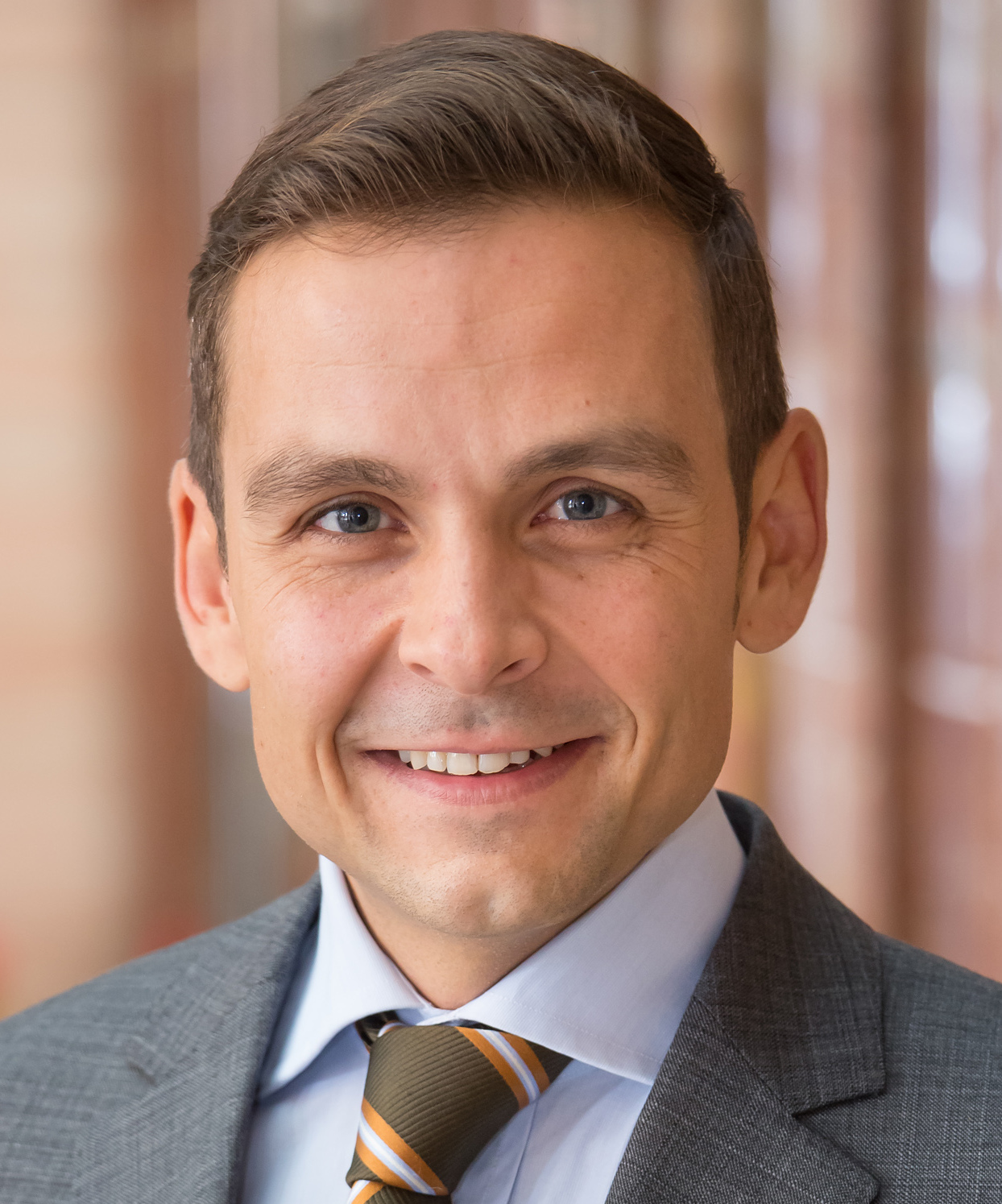
Gerald Grosz (2012)

Gerald Georg Grosz (* 15. Februar 1977 in Graz) ist ein rechtsextremer österreichischer Autor, Fernsehkommentator, Unternehmer, Politiker (FPÖ, dann BZÖ, nun parteilos). Nach politischen Anfängen bei der rechtspopulistischen FPÖ wechselte er 2005 zu deren gleichfalls rechtspopulistischen Abspaltung BZÖ, für das er 2008 bis 2013 Abgeordneter im Nationalrat war. Von Juni 2005 bis März 2015 war er Landesobmann des BZÖ Steiermark und von 2013 bis 2015 zudem auch Bundesobmann des BZÖ. Seit 2017 ist er für den Fernsehsender Oe24.TV als politischer Kommentator tätig. Nach seinem BZÖ-Austritt trat er 2022 erfolglos als parteiloser Kandidat bei der Bundespräsidentenwahl an und wurde dabei vom BZÖ unterstützt.

## Karriere

### Jugend und politische Anfänge bei der FPÖ
Gerald Grosz besuchte im weststeirischen Deutschlandsberg die Volks- und Hauptschule sowie die Handelsakademie. Im Jahr 1992 trat er der FPÖ Jörg Haiders und dem Ring Freiheitlicher Jugend (RFJ) bei. Von 1993 bis 1996 stand er dem RFJ in seinem Heimatbezirk Deutschlandsberg als Bezirksobmann vor. Anschließend fungierte er bis 1999 als geschäftsführender Stadtparteiobmann der FPÖ in Deutschlandsberg. Von 1996 bis 1999 absolvierte Grosz eine kaufmännische Lehre bei einer Grazer Werbefirma.
Zwischen 1999 und 2000 arbeitete er als parlamentarischer Mitarbeiter der damaligen Nationalratsabgeordneten Beate Hartinger und Herbert Haupt. Vom Oktober 2000 bis zum Jänner 2005 war Grosz Pressesprecher im Kabinett des Sozialministers und damaligen Vizekanzlers Herbert Haupt; nach dessen Ausscheiden arbeitete er bis Anfang 2007 in gleicher Funktion für den damaligen Staatssekretär Sigisbert Dolinschek. Zwischen 2004 und 2005 war Grosz nochmals FPÖ-Stadtparteiobmann in seiner Heimatgemeinde Deutschlandsberg.

### BZÖ

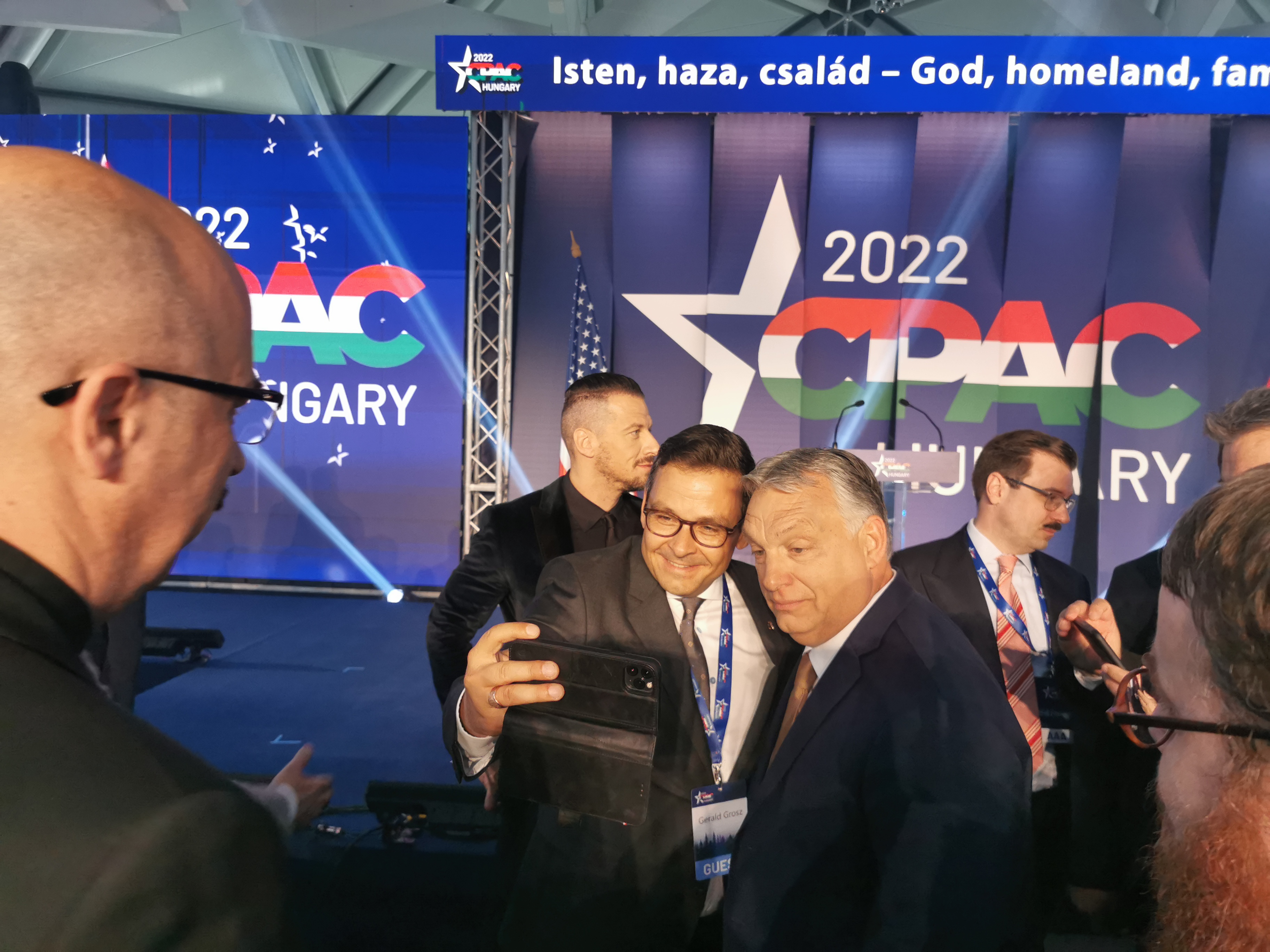
Gerald Grosz zusammen mit Viktor Orbán bei der Conservative Political Action Conference 2022 in Budapest

Nach der Abspaltung des BZÖ von der FPÖ trat er am 5. April 2005 aus der FPÖ aus und wechselte zum BZÖ. Danach saß er von Mitte April 2005 bis Anfang Mai 2007 als BZÖ-Mandatar im Deutschlandsberger Gemeinderat. Beim Gründungskonvent des BZÖ Steiermark am 5. Juni 2005 wurde Grosz auf Vorschlag des BZÖ-Chefs Jörg Haider, den er später als „Giganten der Republik“ bezeichnete, einstimmig zum ersten Bündnisobmann der Steiermark gewählt. Vom damaligen BZÖ-Chef Peter Westenthaler wurde er am 1. August 2006 als Landeslisten-Zweiter hinter Karin Gastinger auf der steirischen BZÖ-Liste zur Nationalratswahl in Österreich 2006 präsentiert. Am 23. Oktober 2006 präsentierte ihn BZÖ-Chef Westenthaler als neuen Generalsekretär des BZÖ. Diese Funktion legte er nach zwei Jahren Tätigkeit am 8. August 2008 im Rahmen einer Bundesvorstandssitzung in Klagenfurt mit der Begründung, dass er sich auf die Steiermark konzentrieren wolle, nieder. Am 4. November 2007 wurde Grosz Spitzenkandidat des BZÖ für die Grazer Gemeinderatswahl am 20. Jänner 2008, bei der das BZÖ 4,3 Prozent der Stimmen und zwei Mandate erreichte. Vom 13. März 2008 bis Jänner 2013 war er mit einer Unterbrechung zwischen September 2010 und Februar 2011 Gemeinderat der Stadt Graz. Grosz war Spitzenkandidat der steirischen Landesliste zur Nationalratswahl 2008 und wurde am 28. Oktober 2008 im österreichischen Nationalrat angelobt. Im Rahmen des ordentlichen Bundeskonvents des BZÖ am 26. April 2009 wurde Grosz zu einem der vier Stellvertreter des Bundesobmannes Josef Bucher gewählt. Am 13. Oktober 2010 legte er dieses Amt nach Diskussionen über die künftige Ausrichtung des BZÖ zurück. Nachdem die Partei bei der Nationalratswahl 2013 den Wiedereinzug verpasst hatte, trat Bucher zurück, und Grosz wurde am 3. Oktober 2013 zum Bündnisobmann gewählt. Diese Funktion legte er am 30. März 2015 zurück, um sich laut Rücktrittsbekanntgabe auf seine Tätigkeit als Unternehmer konzentrieren zu können.

### Weiteres politisches Wirken
2018 verlieh Grosz die „Jörg-Haider-Medaille“ an den damaligen Vizekanzler Heinz-Christian Strache und den ehemaligen Vizekanzler Herbert Haupt. Grosz hatte diese Medaille 2010 in seiner Funktion als Vorstand der Jörg-Haider-Gesellschaft gestiftet, weitere Träger sind u. a. Peter Westenthaler und Ursula Haubner.
Im Juni 2022 kündigte Grosz an, bei der Bundespräsidentenwahl in Österreich 2022 kandidieren zu wollen und mit dem dafür nötigen Sammeln von 6000 Unterstützungserklärungen zu beginnen. Als erster Wahlkampfslogan wurde Make Austria Grosz again präsentiert. Seine ehemalige Partei BZÖ unterstützte die Kandidatur. Grosz betrieb einen rhetorisch scharfen, gegen das politische „Establishment“ und Amtsinhaber Alexander Van der Bellen gerichteten Wahlkampf. So kündigte er vielfach an, die amtierende Bundesregierung Nehammer zu entlassen, sollte er gewählt werden, und befürwortete einen Austritt Österreichs aus der Europäischen Union. Er erhielt 5,6 Prozent der Wählerstimmen und erreichte damit den fünften Rang unter den sieben Kandidaten.
2023 wollte er laut APA für den Bundesparteivorsitz der Sozialdemokratischen Partei Österreichs kandidieren. Die SPÖ lehnte die Kandidatur jedoch ab. Zwar hatte Grosz die dafür notwendige SPÖ-Mitgliedschaft beantragt, doch wurde der Antrag abgewiesen. Die SPÖ begründete dies in einer Presseaussendung damit, dass Grosz das Gegenteil der Grundsätze der Sozialdemokratie repräsentiere.

### Tätigkeit in den Medien
Seit 2017 veröffentlicht Grosz regelmäßig auf YouTube und in anderen sozialen Medien Videos, in denen er aktuelle politische Entwicklungen kommentiert. Zudem tritt er in Diskussionssendungen von Oe24.TV auf, unter anderem im Format Fellner! Live. Zunächst diskutierte er unter dem Titel Fussi vs. Grosz mit dem Politikberater Rudi Fußi, später unter Sebastian Bohrn Mena vs. Gerald Grosz mit Sebastian Bohrn Mena, einem ehemaligen Politiker der SPÖ und der Liste JETZT.
Grosz veröffentlicht zudem Bücher im Grazer Ares-Verlag, der unter anderem der Neuen Rechten eine Publikationsplattform bietet. Sein im Juni 2021 publiziertes Buch Freiheit ohne Wenn und Aber erlangte im Juli 2021 Platz eins der Sachbuch-Bestsellerliste von Österreichs größtem Buchvertrieb Morawa und war kurze Zeit das meistverkaufte Sachbuch Österreichs.
Der österreichische Musiker Kurt Razelli komponierte „Schokozuckal“, ein auf einer Rede von Grosz basierendes Lied, das sich zum viralen Hit entwickelte.

## Kontroversen und juristische Auseinandersetzungen

### Anfeindung gegenüber dem Wiener IKG-Präsidenten Ariel Muzicant
Im August 2006 sorgte Grosz aufgrund einer Presseaussendung zum Tod eines österreichischen UN-Blauhelmsoldaten (UNIFIL) infolge eines israelischen Luftangriffs während des Libanonkrieges für Aufsehen, in der er unter anderem schrieb: „Dieser Terrorkrieg ist durch kein menschliches Argument zu rechtfertigen.“ Den Vorfall bezeichnete er als „Mord“ und verlangte vom Präsidenten der Israelitischen Kultusgemeinde Wien, Ariel Muzicant, eine Distanzierung. In einem Kommentar in den Salzburger Nachrichten kritisierte ihn Andreas Koller, da dies „unterschwellig die Juden aus der menschlichen Gemeinschaft hinausdefiniere“.

### Diskreditierung einer ORF-Redakteurin
2007 wurde Grosz rechtskräftig vom Landesgericht für Zivilrechtssachen Wien wegen Ehrenbeleidigung und Kreditschädigung einer ORF-Redakteurin zu Schadenersatz verurteilt, der er unterstellt hatte, mit BZÖ-Politikern Sexualkontakte zu unterhalten.

### Klage gegen den ORF
Fälschlicherweise wurde im Zuge eines Interviews im ORF im Vorfeld der Bundespräsidentenwahl von der dortigen Moderatorin Susanne Schnabl behauptet, Grosz wäre wegen übler Nachrede gemäß § 111 StGB verurteilt worden. Hiermit bezog sie sich auf das Urteil aus dem Jahr 2007, in dem Grosz rechtskräftig wegen Ehrenbeleidigung und Kreditschädigung zu Schadenersatz verurteilt wurde, was aber keine strafrechtliche Verurteilung, sondern eine zivilrechtliche Verurteilung darstellt. Grosz ist strafrechtlich noch nie verurteilt worden. Er klagte daraufhin den ORF auf Schadenersatz und bekam 2023 recht. Das Urteil ist rechtskräftig.

### Verbale Angriffe auf Peter Westenthaler
Im Dezember 2022 wurde bekannt, dass Grosz vom ehemaligen BZÖ-Parteichef Peter Westenthaler wegen „übler Nachrede und Beschimpfung“ geklagt wurde. Grosz hatte in einem ORF-Interview behauptet, er hätte „Äußerungen im Auftrag eines verrückten Parteichefs“ tätigen müssen.

### Rede beim politischen Aschermittwoch der AfD
Zum politischen Aschermittwoch der AfD im bayerischen Osterhofen im Februar 2023 wurde Grosz als Gastredner eingeladen. In seiner Rede griff er den bayerischen Ministerpräsidenten Markus Söder und Bundesgesundheitsminister Karl Lauterbach an. Grosz bezeichnete Söder als „Södolf“, „Corona-Autokrat“ und „Landesverräter“, Lauterbach als „Horrorclown“, „hirntot“ und „Karl Klabauterbach“. Söder stellte daraufhin Strafanzeige gegen Grosz, die Staatsanwaltschaft Deggendorf leitete ein Ermittlungsverfahren aufgrund von gegen Personen des politischen Lebens gerichteter Verleumdung und übler Nachrede ein. Die Staatsanwaltschaft hielt, wegen des besonderen öffentlichen Interesses an der Strafverfolgung, auch die Anstrengung eines Ermittlungsverfahrens von Amts wegen für geboten.
Grosz wiederum erstattete im Mai 2023 Strafanzeige gegen Söder bei der Staatsanwaltschaft München wegen falscher Verdächtigung.
Im September 2023 erließ das Amtsgericht Deggendorf Strafbefehl gegen Grosz wegen mutmaßlicher Beleidigung von Söder und Lauterbach sowie wegen Verstoßes gegen das Versammlungsgesetz, da Grosz während der Veranstaltung unerlaubterweise ein Messer bei sich gehabt haben soll. Er muss nun eine Geldstrafe von 90 Tagessätzen in Höhe von 400 Euro, also 36.000 Euro insgesamt, zahlen. Grosz’ Rechtsanwalt Alexander Stevens legte Widerspruch gegen den Strafbefehl ein. Im April 2024 verurteilte das Amtsgericht Deggendorf Grosz wegen Beleidigung zu einer Geldstrafe von 90 Tagessätzen in Höhe von 165 Euro, also insgesamt 14.850 Euro. In der Urteilsbegründung hieß es, Grosz habe Söder mit seiner Wortwahl „in die Nähe des nationalsozialistischen Regimes“ gerückt. Grosz kündigte an, gegen das Urteil in Berufung gehen und gegebenenfalls bis vor das Bundesverfassungsgericht ziehen zu wollen. Während der Gerichtsverhandlung bestritt er außerdem den Vorwurf, während der Veranstaltung ein Messer mit sich geführt und damit gegen das Versammlungsrecht verstoßen zu haben.

## Privates
Grosz ging 2013 mit seinem Lebensgefährten eine eingetragene Partnerschaft ein. Damit wurde er zum ersten gleichgeschlechtlich verpartnerten Nationalratsmandatar in Österreich. Er ist Ritter des habsburgischen St.-Georgs-Ordens. Grosz besitzt zwei Consultingunternehmen in Graz.

## Publikationen (Auswahl)
- 2020: „Was zu sagen ist ...“ Zeitkritische Betrachtungen. Ares Verlag, Graz 2020, ISBN 978-3-99081-022-4
- 2020: „Im Karussell des Wahnsinns“. Zeitkritische Betrachtungen von Corona bis Erdoğan. Ares Verlag, Graz 2020, ISBN 978-3-99081-029-3
- 2021: Freiheit ohne Wenn und Aber. Ares Verlag, Graz 2021, ISBN 978-3-99081-072-9
- 2022: Zeit für Sauberkeit. Ein Plädoyer gegen Korruption, für Moral und Anstand. Ares Verlag, Graz 2022, ISBN 978-3-99081-098-9
- 2024: Der perfekte Untertan. Ares Verlag, Graz 2024, ISBN 978-3-99081-132-0
- 2025: Merkels Werk – Unser Untergang. Leopold Stocker Verlag, Graz 2025, ISBN 978-3-7020-2319-5